# Zolotyj Potik
Zolotyj Potik (ukrajinsky Золотий Потік, Zlatý Tok; polsky Potok Złoty; rusky Золотой Поток; německy Solotyj Potik) je městys (ukrajinsky selyšče) ležící na západě Ukrajiny a na jihu Ternopilské oblasti. Rozkládá se na řečсe Zolota asi 90 km od Ternopilu. V roce 2016 zde žilo bezmála 2500 obyvatel.

## Pamětihodnosti a turistické zajímavosti
- zřícenina hradu
- palác
- pomník Tarase Ševčenka

### Chrámy
- cirkev Nejsvětější Trojice
- kostel Narození Panny Marie

## Foto

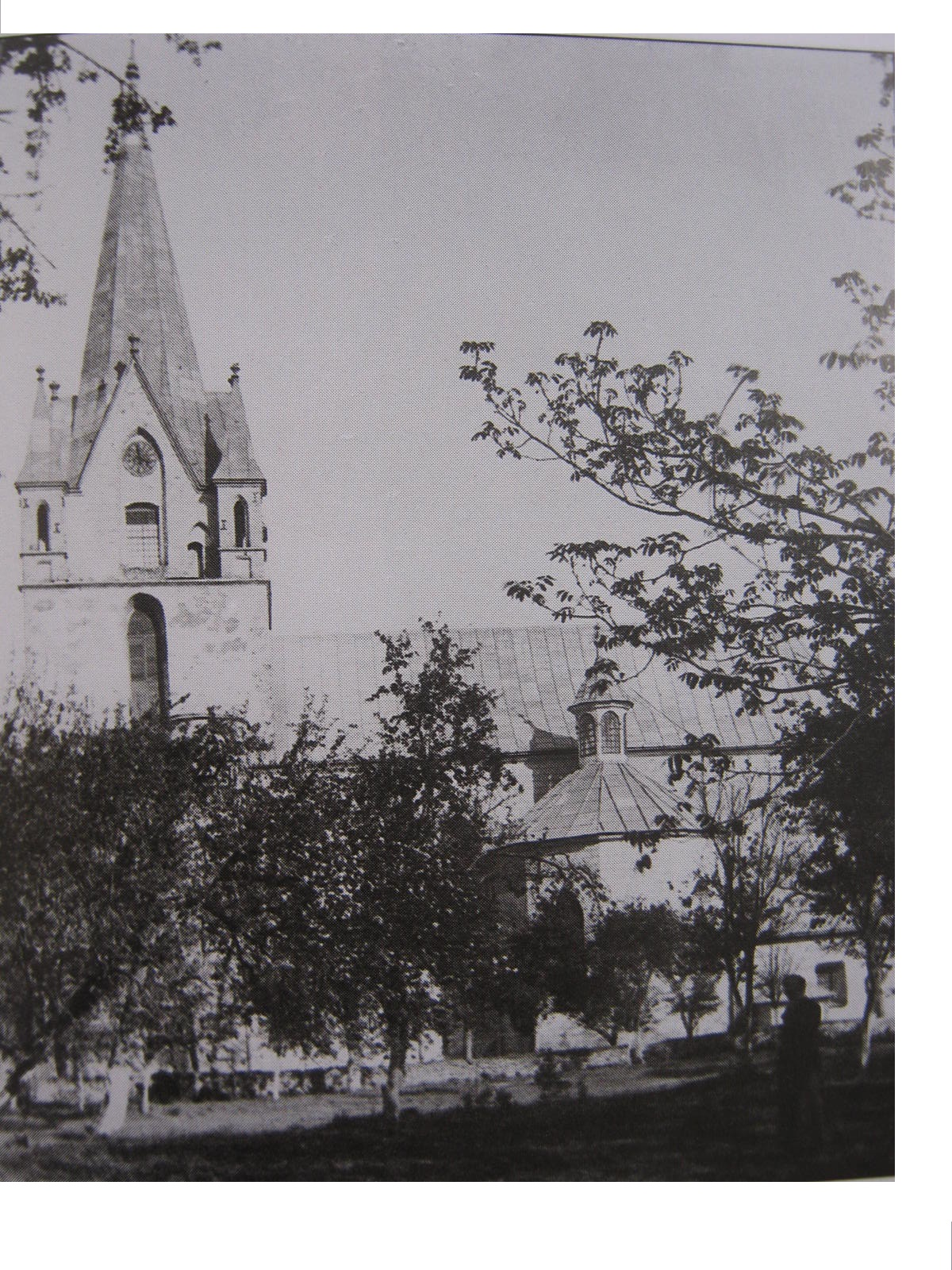
kostel Narození Panny Marie (poč. XX)
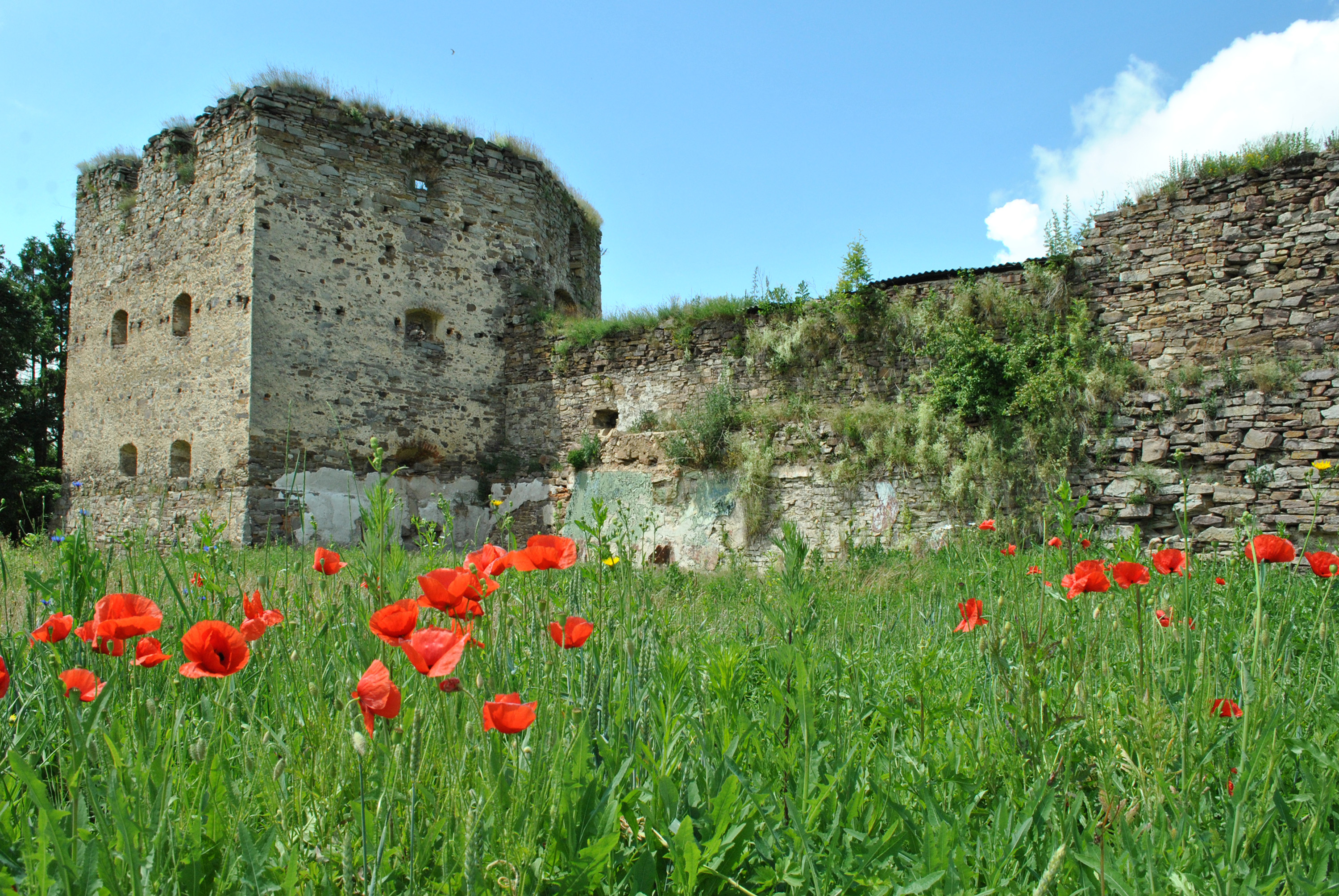
zřícenina hradu
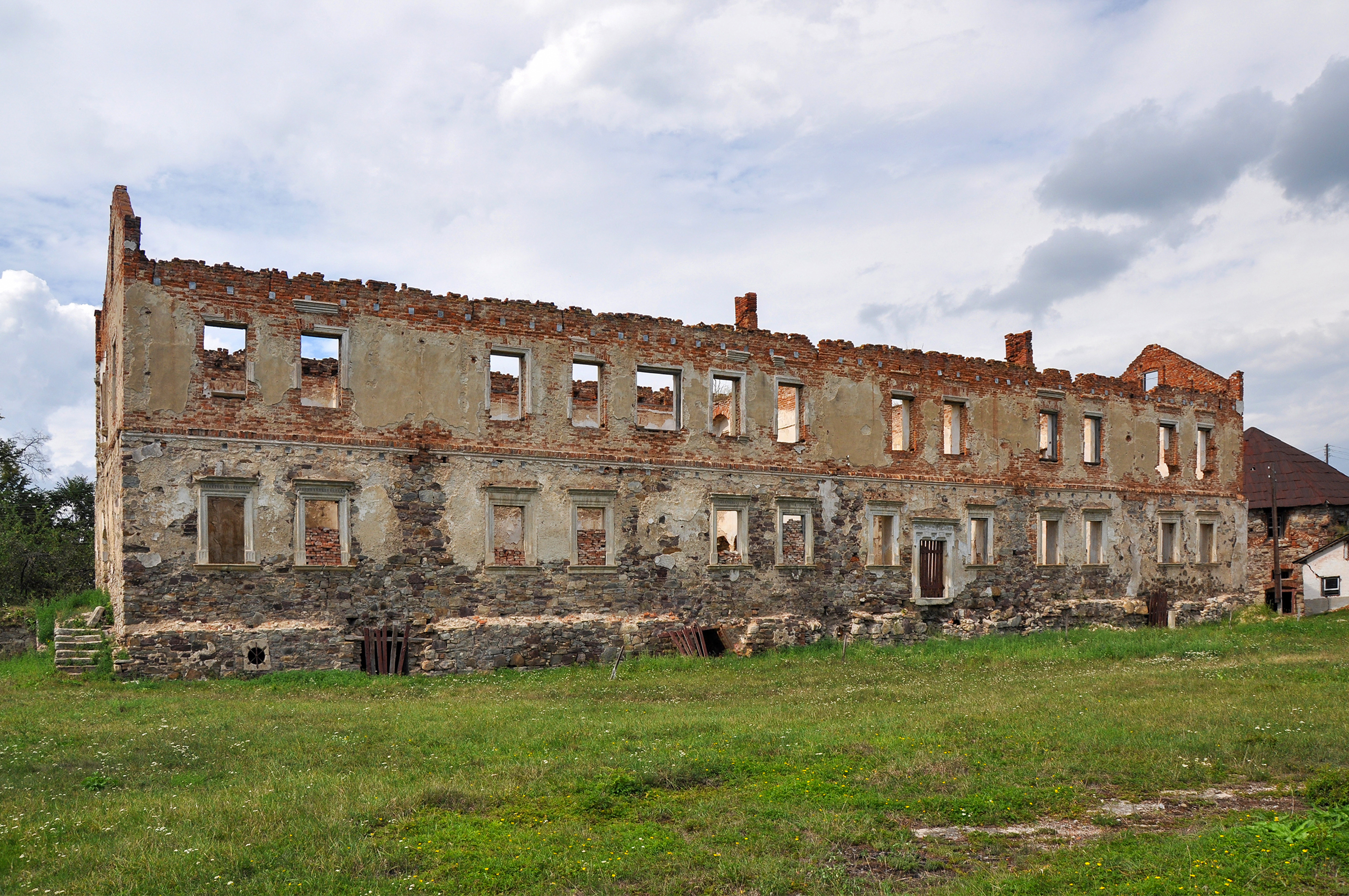
zřícenina palácu i hradu
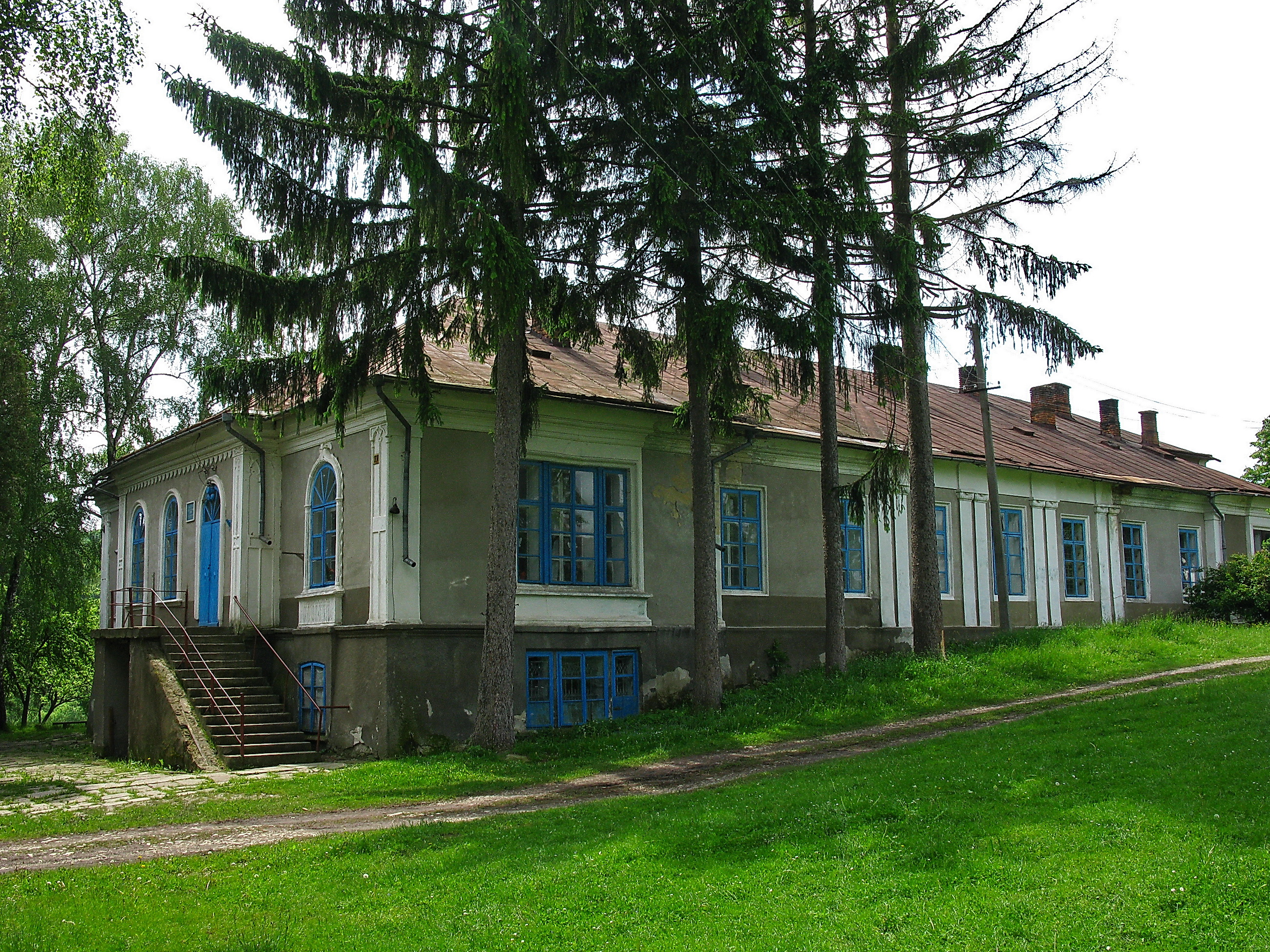
palác